# Torre Maura

Torre Maura is een metrostation in het stadsdeel municipio VI van de Italiaanse hoofdstad Rome. Het station werd geopend op 9 november 2014 en wordt bediend door lijn C van de metro van Rome.

## Geschiedenis
De smalspoorlijn van de SFV (Società per le Ferrovie Vicinali) langs de Via Casilina verbond sinds 1916 Rome met plaatsen ten oosten van de hoofdstad totdat in 1984 het station van Laghetto tijdens noodweer werd weggespoeld en de lijn daardoor werd ingekort tot Pantano. In 1986 werd afgezien van herstel en het onbeschadigde deel werd onderdeel van het stadsvervoer. De ombouw van de sneltramdienst tot metro lag voor de hand om het vervoersaanbod in de oostelijke wijken te verbeteren. In 1996 werd begonnen met de ombouw van de lijn buiten de ringweg van Rome (GRA), binnen de GRA zou de lijn ondergronds worden gelegd. De bouw van Torre Maura,  vlak binnen de GRA, begon in 2007 onder de projectnaam Giglioli. De geplande opening in 2012 werd niet gehaald en het station werd pas op 9 november 2014 geopend. De sneltramdienst werd gestaakt op 3 augustus 2015 nadat op 29 juni 2015 lijn C tot in het centrum was doorgetrokken en reizigers dus ook met de metro zonder overstap het centrum konden bereiken. In verband met plannen voor een tram naar de universiteit van Tor Vergata is de smalspoorlijn niet opgebroken.  

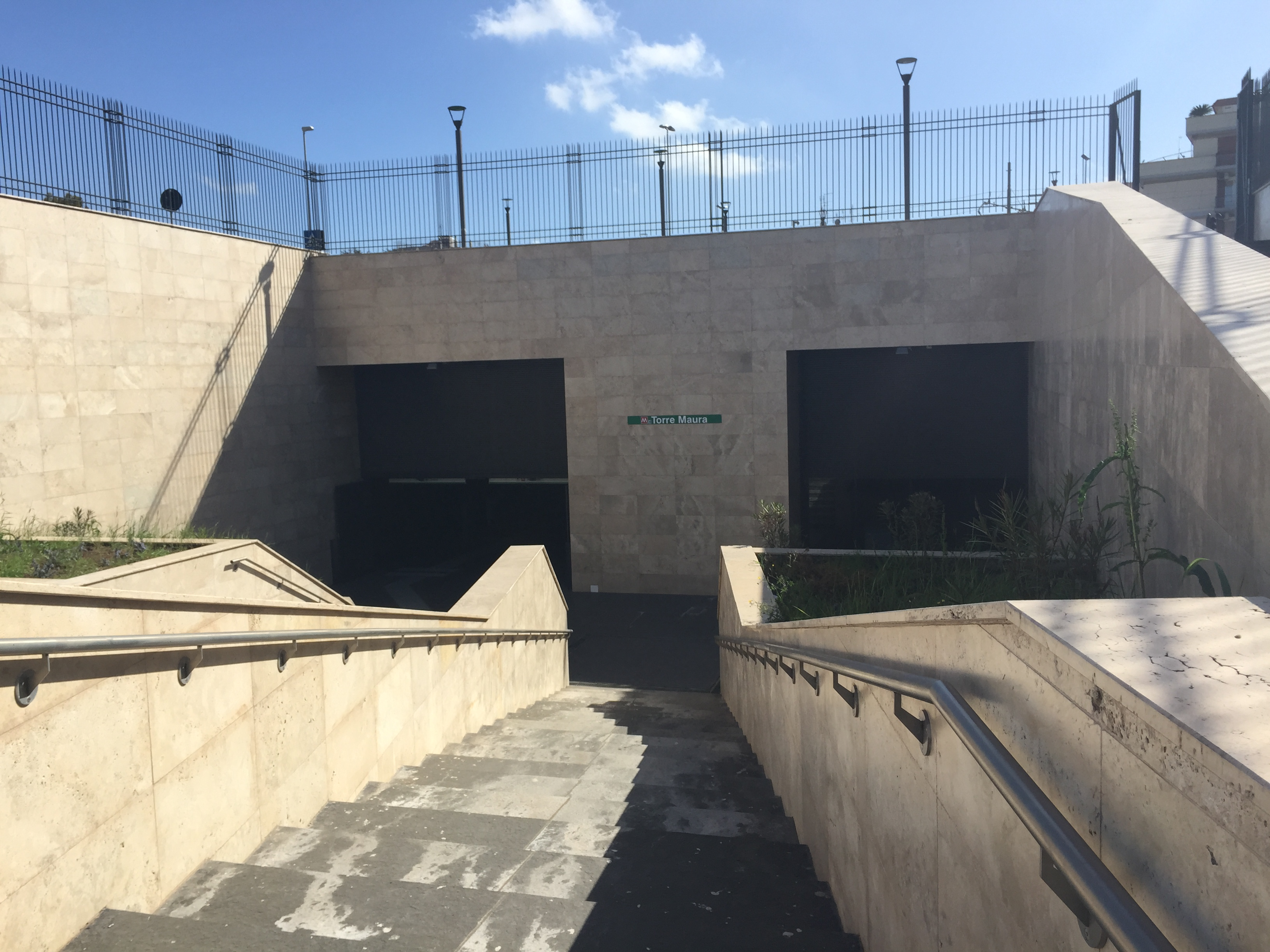
De ingang in het park
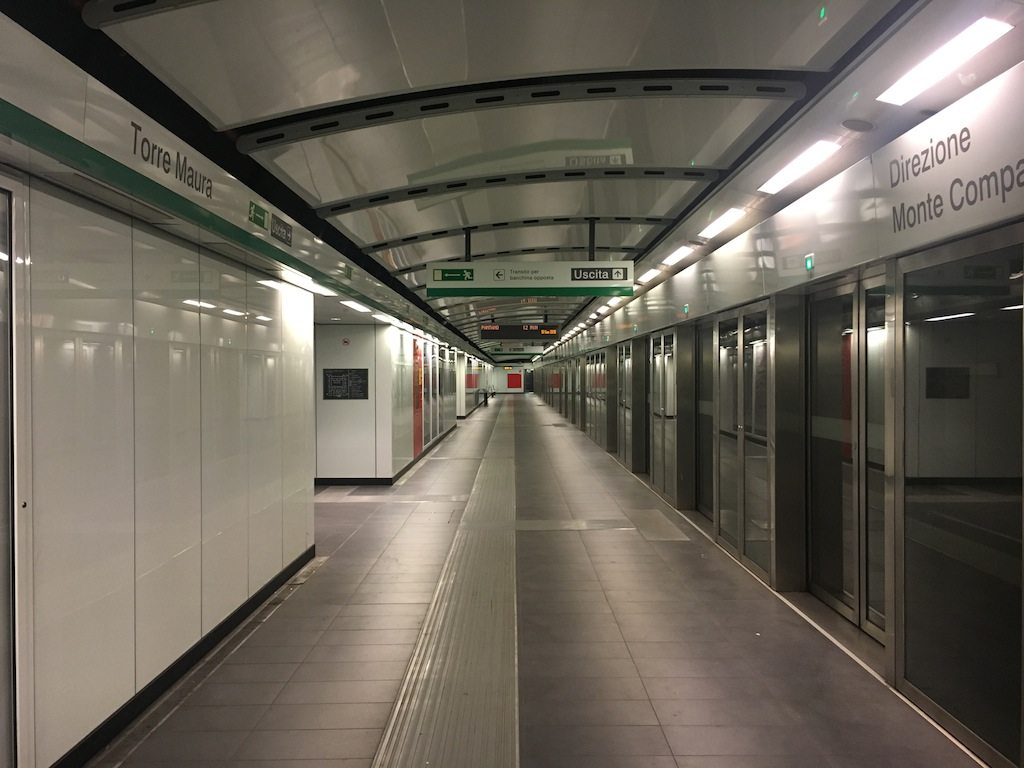
Het perron met perrondeuren

## Ligging en inrichting
Het station ligt aan de noordkant van de Via Casilina tussen de zijstraten Via Walter Tobagi en Via Enrico Giglioli. Het bedient het gebied dat vroeger door de haltes Tobagi, vlak naast het station, en Torre Maura, 300 meter westelijker, van de smalspoorlijn werd bediend. Ongeveer 400 meter ten oosten van het station ligt afrit 18 (Casilina) van de GRA. De reistijd per metro bedraagt tot San Giovanni ongeveer 17 minuten en tot Monte Compatri – Pantano ongeveer 16 minuten. De hoofdingang ligt verdiept aan de zuidkant van het park tussen de twee zijstraten. Daarnaast zijn er twee toegangen aan weerszijden van de Via Casilina, met elk een lift en een vaste trap, die via een voetgangerstunnel met de verdeelhal zijn verbonden. Aan de noordkant van het park is een parkeerterrein met 22 parkeerplaatsen, waarvan een voor gehandicapten.